# Corazón de plomo
Corazón de plomo es una canción infantil de la banda española Parchís y compuesta por Juan Pardo en 1980. Se incluyó en el LP del mismo título.

## Descripción
Interpretada por primera vez por el grupo en el programa de Televisión Española Aplauso, ataviados con uniforme que rememoraba al personaje central del famoso cuento de Hans Christian Andersen El soldadito de plomo, el tema alude a las dificultades de un juguete, Paco, un soldado de plomo, cuyo mayor anhelo es aprender a nadar, sin ser consciente de la imposibilidad de que tal circunstancia pueda nunca llegar a materializarse.
Posteriormente también interpretarían la canción en el programa de televisión infantil La cometa blanca. Además el tema forma parte de la banda sonora de la película La segunda guerra de los niños. Y formó parte del repertorio interpretado por el grupo, cuarenta años después, en el concierto celebrado en la ciudad mexicana de Monterrey el 27 de septiembre de 2019.

## Eurovisión
La canción fue candidata a representar a España en el Festival de la Canción de Eurovisión 1980. No obstante, el jurado designado por RTVE eligió aquél año la canción Quédate esta noche del grupo Trigo Limpio, que quedó en decimosegundo lugar.

## Versiones
La canción ha sido versionada por la banda Vértigo.